# Tarzan Boy
"Tarzan Boy" é o single de estreia de Baltimora, lançado em 1985 e incluído no álbum Living in the Background. O refrão usa o grito do Tarzan como uma linha melódica. A música é rítmica, com uma melodia eletrônica e a letra da canção é em inglês simples.

## Performance nas paradas
"Tarzan Boy", lançado no verão de 1985, foi um enorme sucesso, estreando no Top 10 da parada musical italiana e também indo bem em muitos outros países europeus, incluindo Noruega, Alemanha e os Países Baixos. "Tarzan Boy" encontrou seu grande sucesso na França, onde ficou em primeiro lugar por cinco semanas consecutivas. No Reino Unido, alcançou a terceira posição em Agosto de 1985. O single teve sucesso similar nos Estados Unidos (onde foi lançado pela Manhattan Records), com o single permanecendo na Billboard Hot 100 por seis semanas e alcançando a posição de número 13 no início da primavera de 1986. Baltimora se apresentou no programa da TV americana Solid Gold, que ajudou a canção a obter sucesso na América do Norte.

## Aparições na mídia
No Brasil, a música ficou conhecida e também fez sucesso principalmente por ter sido usada como tema de abertura do programa Perdidos na Noite, apresentado por Fausto Silva na Rede Bandeirantes.
Também no Brasil, esteve incluída na trilha sonora internacional da telenovela De Quina pra Lua, exibida pela Rede Globo entre 1985/1986.
Durante os anos 1990 a canção voltou a obter certa popularidade após ser incluída em um comercial da Listerine. A canção foi usada nos filmes As Tartarugas Ninja 3 (1993) e O Ninja de Beverly Hills (1997).  A canção foi usada na série New Tricks, no episódio "A Face for Radio". A canção é tocada ocasionalmente no programa de rádio de Rush Limbaugh.

## Covers
- Em 1985, a banda britânica Modern Romance lançou sua versão apenas em single 7" e 12".[12]
- Em 2006, Bango lançou sua versão apenas em single.[13]
- Em 2008, Bad Influence com participação de Dyce lançou sua versão apenas em single.[14]
- Em 2010, DJ Bobo lançou sua versão no álbum Fantasy.[carece de fontes?]

## Faixas
7" single
| N.º | Título                    | Duração |  |
| 1.  | "Tarzan Boy"              | 3:50    |  |
| 2.  | "Tarzan Boy" (DJ Version) | 3:37    |  |

7" single (Summer Version)
| N.º | Título                        | Duração |  |
| 1.  | "Tarzan Boy" (Summer Version) |         |  |
| 2.  | "Tarzan Boy"                  |         |  |

Itália 12" single
| N.º | Título                          | Duração |  |
| 1.  | "Tarzan Boy" (Extended Version) | 6:15    |  |
| 2.  | "Tarzan Boy" (DJ Version)       | 5:09    |  |

Itália 12" single (Summer Version)
| N.º | Título                        | Duração |  |
| 1.  | "Tarzan Boy" (Summer Version) | 6:40    |  |
| 2.  | "Tarzan Boy" (Reprise)        | 6:00    |  |

Estados Unidos/Canadá 12" single
| N.º | Título                                | Duração |  |
| 1.  | "Tarzan Boy" (Extended Dance Version) | 6:16    |  |
| 2.  | "Tarzan Boy" (Single Version)         | 3:49    |  |
| 3.  | "Tarzan Boy" (Extended Dub Version)   | 5:10    |  |

Reino Unido 12" single
| N.º | Título                        | Duração |  |
| 1.  | "Tarzan Boy" (Summer Version) | 6:41    |  |
| 2.  | "Tarzan Boy" (Club Version)   | 5:10    |  |
| 3.  | "Tarzan Boy" (7" Version)     | 3:27    |  |

Estados Unidos CD Maxi-single Promo (1993)
| N.º | Título                             | Duração |  |
| 1.  | "Tarzan Boy" (Original Version)    | 3:45    |  |
| 2.  | "Tarzan Boy" (1993 Remix)          | 3:46    |  |
| 3.  | "Tarzan Boy" (Extended 1993 Remix) | 5:35    |  |
| 4.  | "Tarzan Boy" (U.K. Swing Mix)      | 3:21    |  |
| 5.  | "Tarzan Boy" (Extended Dub)        | 5:01    |  |

## Posições nas paradas musicais
| Parada musical (1985)                               | Melhor posição |
| --------------------------------------------------- | -------------- |
| Alemanha (Germany Top 100 Singles)                  | 3              |
| Áustria (Ö3 Austria Top 40)                         | 2              |
| Canadá (RPM Top 100 Singles)                        | 5              |
| Estados Unidos (Billboard Hot 100)                  | 13             |
| Estados Unidos (Hot Dance Music/Club Play)          | 6              |
| Estados Unidos (Hot Dance Music/Maxi-Singles Sales) | 12             |
| França (SNEP)                                       | 1              |
| Irlanda (IRMA)                                      | 2              |
| Itália (FIMI)                                       | 6              |
| Noruega (VG-lista)                                  | 4              |
| Nova Zelândia (RIANZ)                               | 34             |
| Países Baixos (Dutch Top 40)                        | 1              |
| Reino Unido (UK Singles Chart)                      | 3              |
| Suécia (Sverigetopplistan)                          | 2              |
| Suíça (Schweizer Hitparade)                         | 4              |

| Parada de fim de ano (1985)          | Melhor posição |
| ------------------------------------ | -------------- |
| Alemanha (Germany Top 100 Singles)   | 8              |
| Áustria (Ö3 Austria Top 40)          | 18             |
| Brasil (Top 100 Songs)               | 97             |
| Canadá (RPM Top 100 Singles of 1985) | 53             |
| Itália (FIMI)                        | 31             |
| Países Baixos (Dutch Top 40)         | 17             |
| Suíça (Schweizer Hitparade)          | 2              |
| Parada de fim de ano (1986)          | Melhor posição |
| Canadá (RPM Top 100 Singles of 1986) | 61             |
| Estados Unidos (Billboard Hot 100)   | 73             |